# ジェームズ・F・シウ
ジェームズ.F.シウ（James F Shew & Company ）はイギリスにかつて存在したカメラメーカーである。1871年からアマチュア向けの普及カメラを発売し、後にイギリス高級一眼レフカメラの先頭を切った。

## 製品一覧
- ジット[3]（Xit 、1903年頃[4]） - ボックスカメラのボディー自体を蝶番で折り畳む構造[4]。ボディーはマホガニー製のニス塗り、金属部は真鍮製。レンズやシャッターはゲルツ製ダゴールなどドイツ製、イギリス製など様々な組み合わせがある[5]。
  - ジット・デラックス - ボディーがアルミニウム製になっている[4]。実際の一例ではダルメイヤー製レンズ、ゲルツ製空気ポンプ式シャッター、手札判がある[5]。
- フォーカルプレーン・レフレクター（1902年発売[2]） - 一眼レフカメラ[2]。レンズはパネルによる交換式[2]。レンズはゲルツのダブルアナスチグマート6inF7.7[2]。ゲルツ製アンシュッツ式フォーカルプレーンシャッター[2][6]。リアはレボルビングバックを備えている[2]。8×10.5cm判[2]。